# Carduus carlinoides
Carduus carlinoides là một loài thực vật có hoa trong họ Cúc. Loài này được Gouan mô tả khoa học đầu tiên năm 1773.